# Грамотин, Иван Тарасьевич
Иван Тарасьевич Грамотин (? — 1638) — подьячий, а затем думный дьяк, печатник (1636). Видный деятель Смутного времени, трижды, при разных государях, возглавлявший Посольский приказ.

## Биография
Родился в дворянской семье. Его отец Курбат-Тарас Григорьевич, татарского происхождения, был коломенским помещиком, дьяком и членом посольства 1578 года к Стефану Баторию.
В 1595 году сам Иван Тарасьевич упоминается в качестве подьячего в посольстве к императору Священной Римской империи Рудольфу II Габсбургу. С 1603-го по февраль 1604 года он служил дьяком Поместного приказа.
В ноябре 1604 года он отправлен был Борисом Годуновым против Лжедмитрия I, выдававшего себя за Дмитрия Углицкого, на северщину в составе большого войска, однако присягнул на верность самозванцу, который пожаловал его в думные дьяки. Являлся главным информатором служившего в Москве французского наёмника Жака Маржерета и голландского купца Исаака Массы.
В 1606 году вёл переговоры с польскими послами, но вновь совершил измену, на этот раз Лжедмитриию I, перейдя на сторону Василия Шуйского, однако Шуйский, наслышанный о прежнем предательстве Грамотина, отлучил его от двора, отправив дьяком в город Псков. Это никак не соответствовало желаниям Грамотина занимать видное место возле российского престола, поэтому уже через два года он сбежал в Тушино, где вновь принёс присягу, на этот раз Лжедмитрию II. Новый господин послал его в Сергиев Посад уговорить монахов Троице-Сергиевой лавры признать новую власть.
Став агентом царя Речи Посполитой Сигизмунда III (1609—1610), участвовал в боярском посольстве к польскому королю Сигизмунду III для приглашения на престол его старшего сына королевича Владислава.
После низложения в 1610 году с трона Василия Шуйского, Иван Тарасьевич пожалован был Сигизмундом в печатники и поставлен руководителем Поместного и Посольского приказов.
В сентябре 1610 года вместе с Михаилом Глебовичем Салтыковым, Иваном Петровичем Шереметевым и князем Василием Васильевичем Голицыным уговаривал жителей Москвы не сопротивляться и дозволить вступить в город польскому отряду во главе с гетманом Речи Посполитой Станиславом Жолкевским.
В 1612 году прибыл в Польшу, куда его послали, чтобы максимально ускорить приезд королевича Владислава. После Московской битвы (последствия которой были описаны польским хронистом XVII века Кобержицким так: «Поляки понесли такую значительную потерю, что её ничем уже нельзя было вознаградить. Колесо фортуны повернулось — надежда завладеть целым Московским государством рушилась невозвратно») Грамотин уже не спешил вернуться в Россию и до 1617 года оставался в Варшаве.
В начале 1618 года вернулся в Москву, где сумел добиться восстановления в должности думного дьяка, благодаря чему продолжил службу в Новгородской чети и Посольском приказе.
По возвращении в столицу Патриарха Московского и всея Руси Филарета (Романова), Грамотину стали поручать важные государственные дела. В 1621 и 1622 годах он вёл переговоры с послами из Англии и Турции. В 1625 году он участвовал в исследовании и установлении подлинности Ризы Господней, подаренной царю иранским шахом Аббасом I Великим.
В течение всего этого времени он не переставал, однако, плести интриги и происки, и в 1626 году терпению Филарета пришёл конец. Он лично настоял, чтобы Грамотин был отправлен в город Алатырь. После смерти в 1633 году Филарета, последний смог вновь вернуться в Москву, где добился милости государя, получив титул дворянина. В 1634 году пожалован был в печатники с правом писаться с «вичем». С момента своего возвращения в Москву и до самой смерти вёл активную внешнеполитическую деятельность. Умер в 1638 году, приняв иночество под именем Иоиля и был погребён в Троице-Сергиевой лавре.
Российский историк Сергей Фёдорович Платонов даёт такое описание Ивану Грамотину:

«еще в Тушине при втором Самозванце привык к общению с поляками и усвоил польский язык; при Гонсевском он обратился в «милостивого пана», весьма влиятельного среди ополяченной московской администрации. Его сближению с поляками помогло и то, что в молодости он простым подьячим ездил два раза в посольствах в Германию, побывал в Чехии, в Гамбурге и Любеке, в Лейпциге, Дрездене, Нюрнберге и других городах. Это знал Масса, ведший с Грамотиным деловые переговоры, и дал о нем такой отзыв: Грамотин “бывший послом при Римском императоре, похож на немецкого уроженца, умен и рассудителен во всем и многому научился в плену у поляков и пруссаков”. Надо только помнить, что “плен” Грамотина был не военным, а, так сказать, духовным и добровольным. Он сам тянулся к иностранцам и без принуждения усвоил немецкое обличье и польский язык…».

## Семья
Сын — Иван Иванович Грамотин.